# Cymatomerella muta
Cymatomerella muta är en insektsart som beskrevs av Max Beier 1954. Cymatomerella muta ingår i släktet Cymatomerella och familjen vårtbitare. Inga underarter finns listade i Catalogue of Life.